# Kühlerfigur

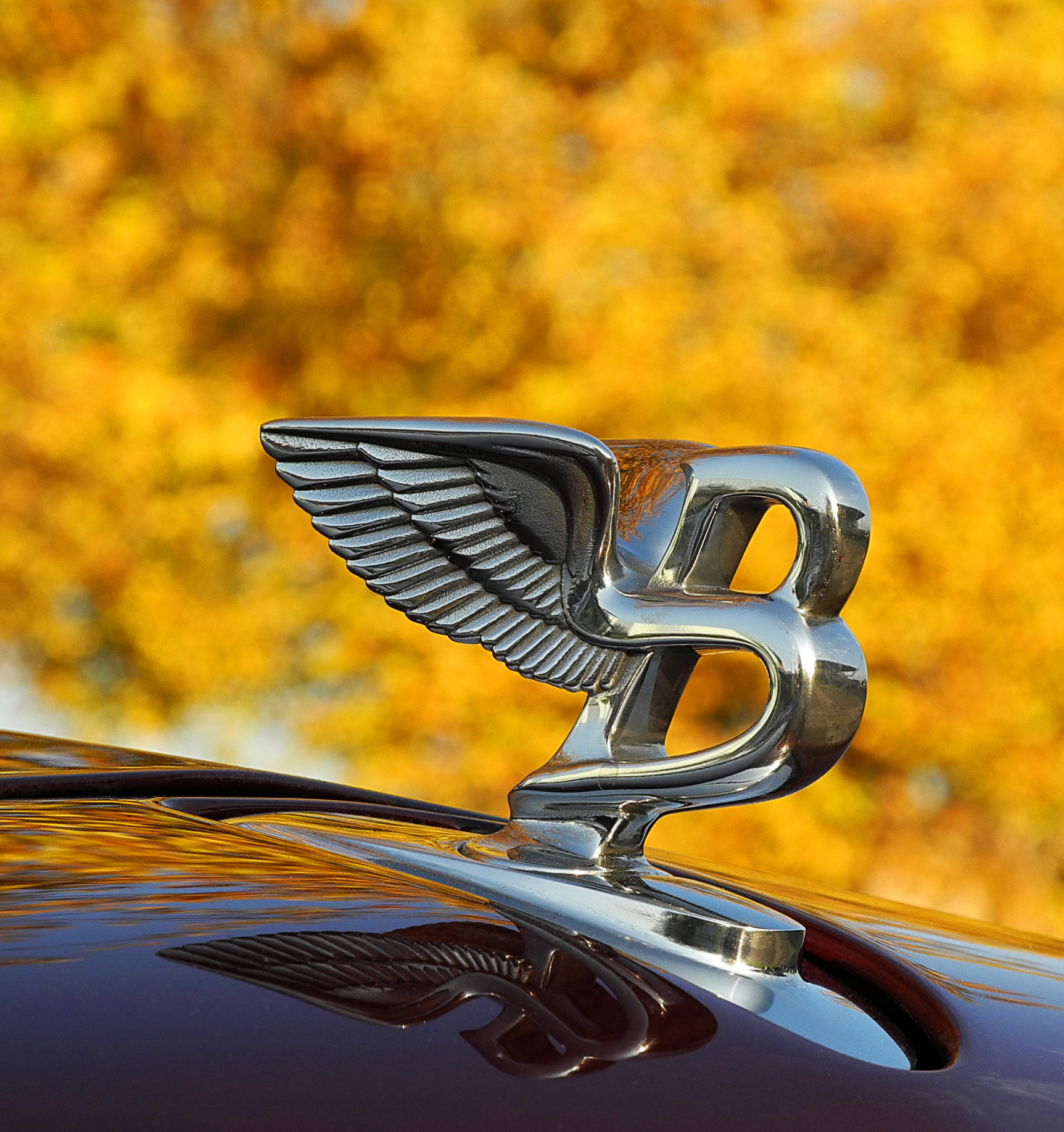
„Flying B“ von Bentley

Die Kühlerfigur ist Zierde und Erkennungsmerkmal vieler Automobilhersteller. Sie war ursprünglich auf dem Kühlerdeckel angebracht; sie befindet sich durch die veränderte Bauart heute auf der Motorhaube. Berühmte Kühlerfiguren sind der Mercedes-Stern und die „Spirit of Ecstasy“ von Rolls-Royce.
Kühlerfiguren waren vor allem bis in die 1940er-Jahre verbreitet. Dabei handelte es sich um kleine Figuren von Personen (zum Beispiel Rolls-Royce), Tieren (zum Beispiel Leaper, die Figur von Jaguar) oder Markenzeichen (zum Beispiel Mercedes-Benz). Sie waren häufig sehr kunstvoll und aufwändig gestaltet.
Mit dem Beginn der Massenmotorisierung wurden Kühlerfiguren immer seltener an neuen Fahrzeugen angebracht. Ein Grund dafür war – neben den Produktionskosten – der Sicherheitsaspekt: Bei Unfällen mit Fußgängern verursachten die Kühlerfiguren oft schwere Verletzungen. Die heute verwendeten Mercedes-Sterne verfügen daher über eine Mechanik, die sicherstellt, dass der Stern ohne große Krafteinwirkung umklappt (aber nicht abbricht). Im April 1959 wurden starre Kühlerfiguren in Deutschland verboten.
Kühlerfiguren fallen oft dem Diebstahl oder dem Vandalismus zum Opfer. So ist der Mercedes-Stern das am häufigsten benötigte Ersatzteil für Mercedes-Benz-PKW. Die Kühlerfiguren von Rolls-Royce-Fahrzeugen sind aufgrund dieses Problems bei den aktuellen Modellen per Knopfdruck einfahrbar. Ferner sind sie mit Sensoren ausgestattet, fahren bei Berührung automatisch nach unten in den Kühlergrill und sind somit vor Zugriffen geschützt.
Heute montieren nur noch wenige Hersteller Kühlerfiguren, vorwiegend in höheren Fahrzeugklassen. Beispiele sind Mercedes-Benz, Jaguar (heute nicht mehr ab Werk) und Rolls-Royce.

## Galerie von Kühlerfiguren

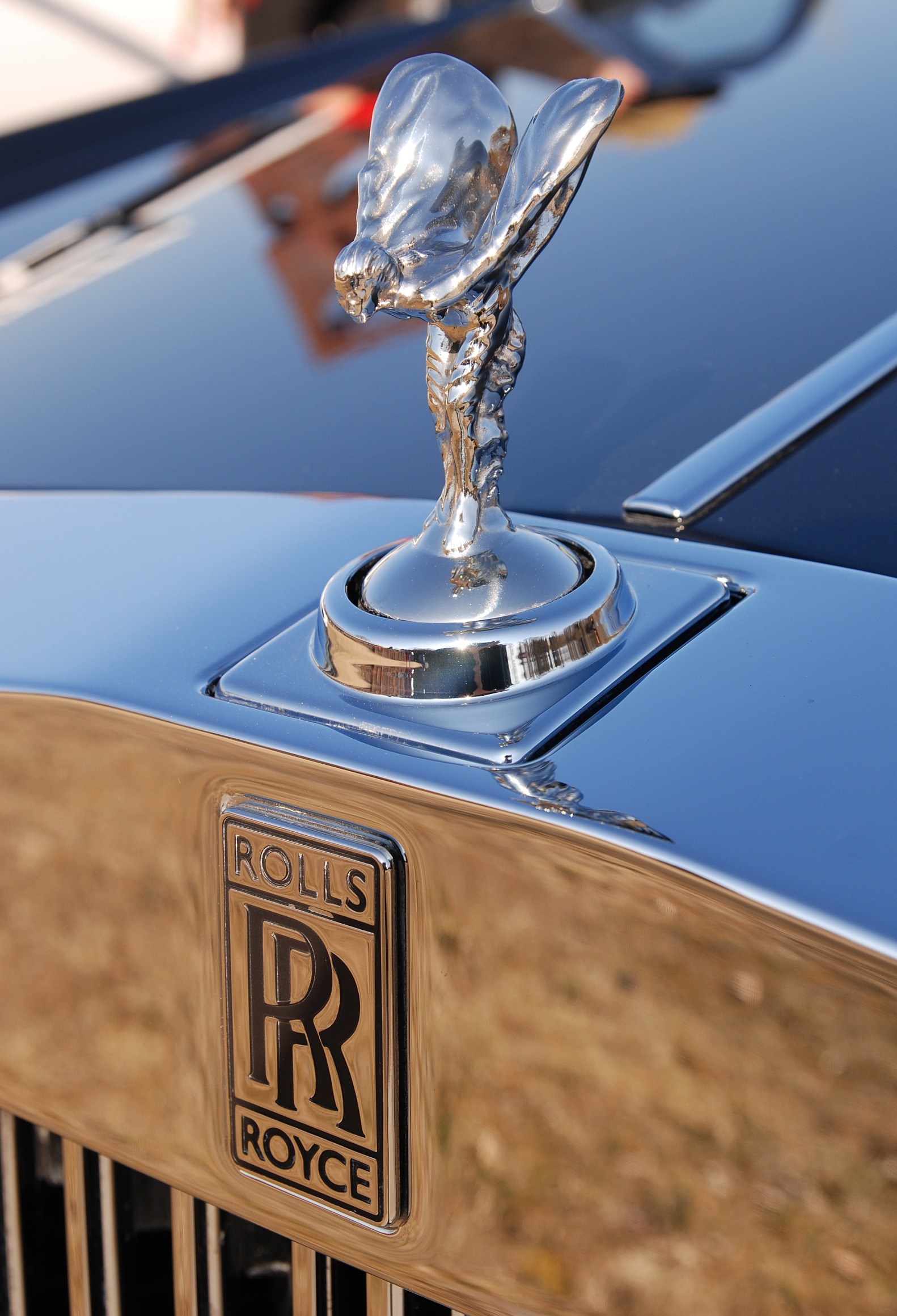
„Spirit of Ecstasy“ von Rolls-Royce
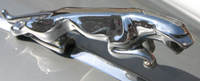
„Leaper“ von Jaguar
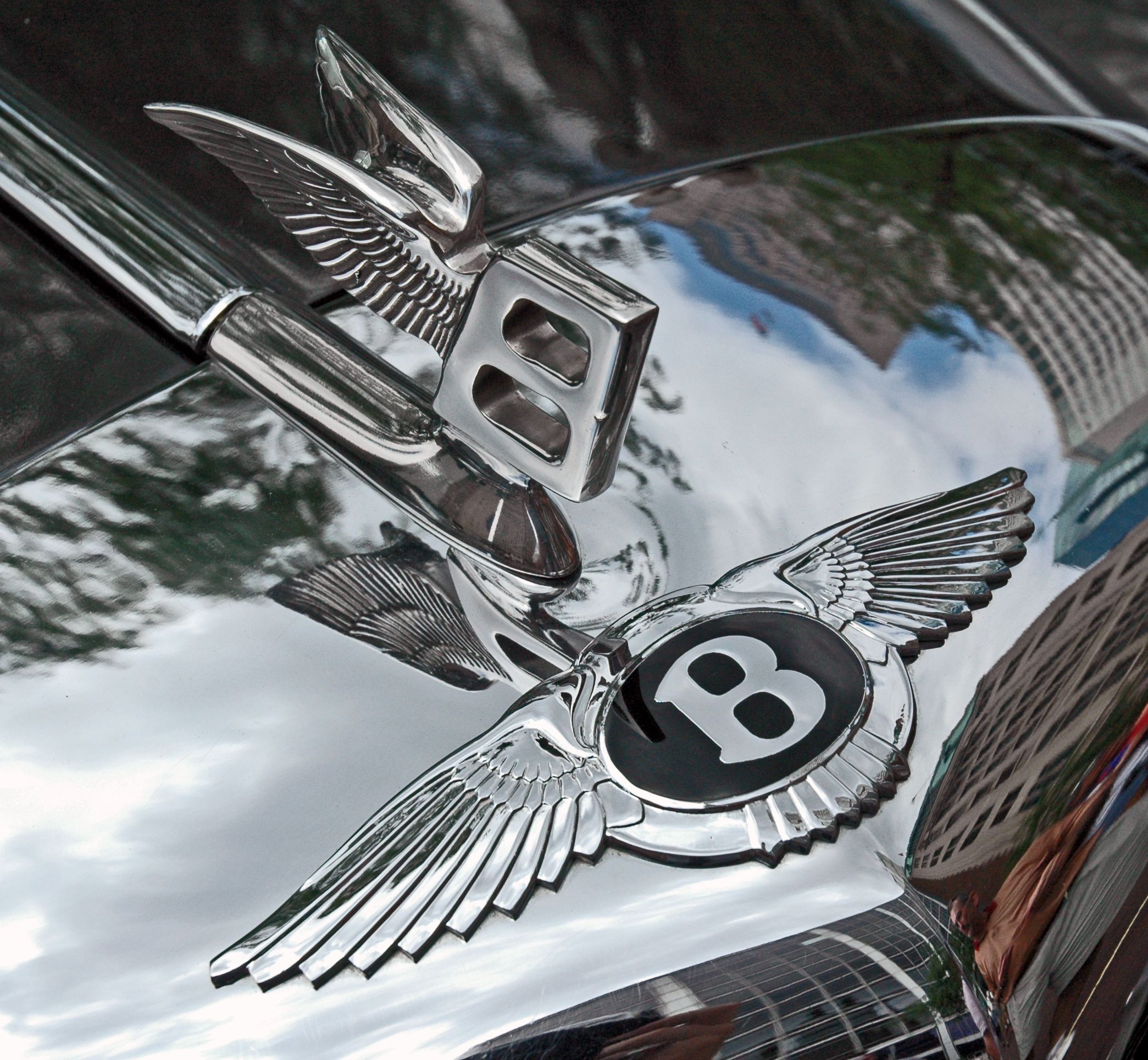
„Winged B“ von Bentley
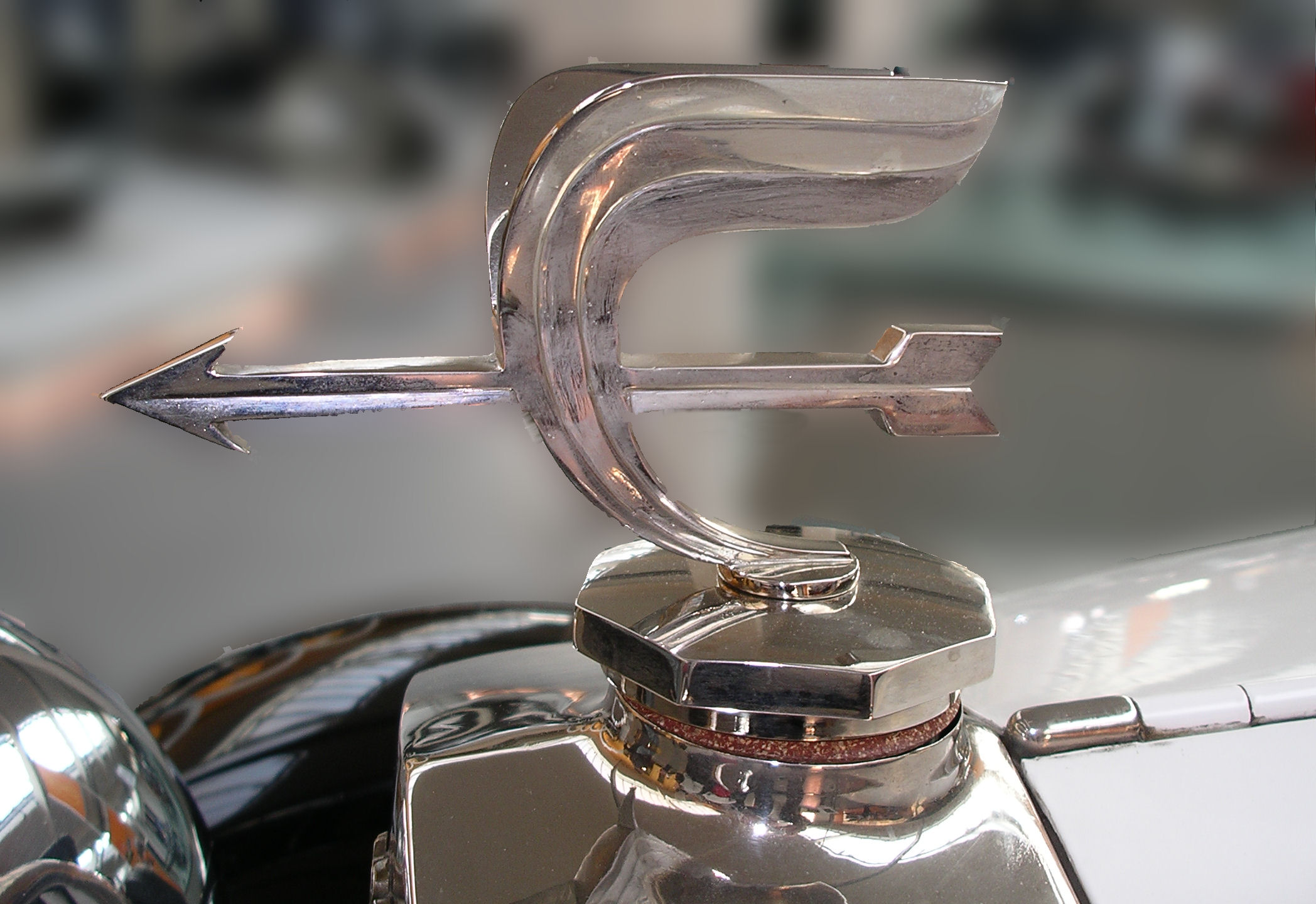
Horch
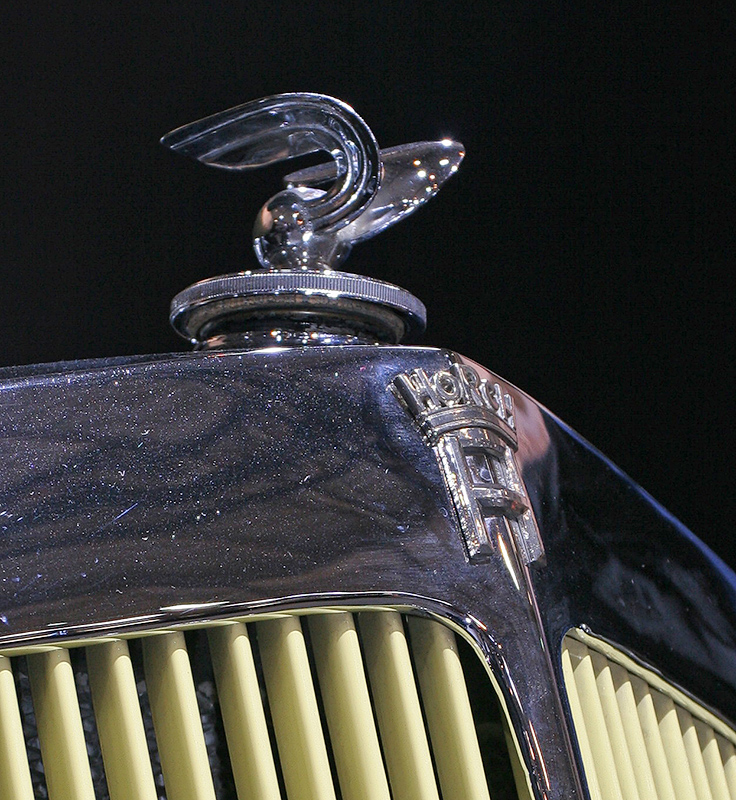
Horch
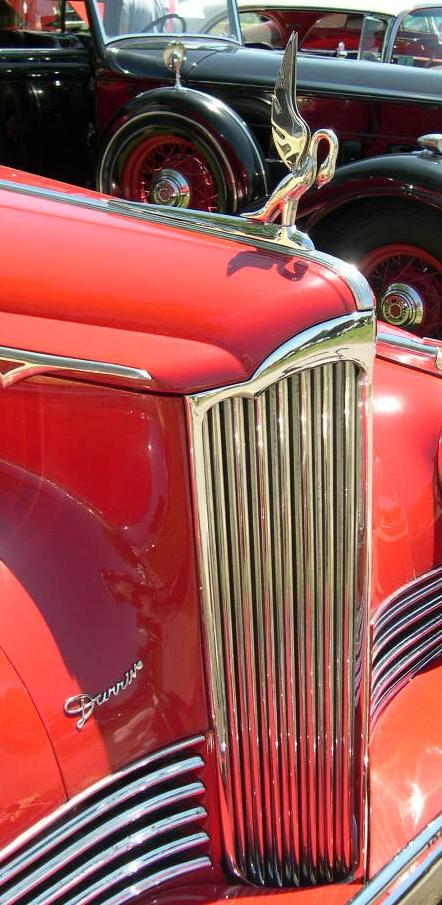
Packard Kormoran (Deluxe-Figur, 1942)
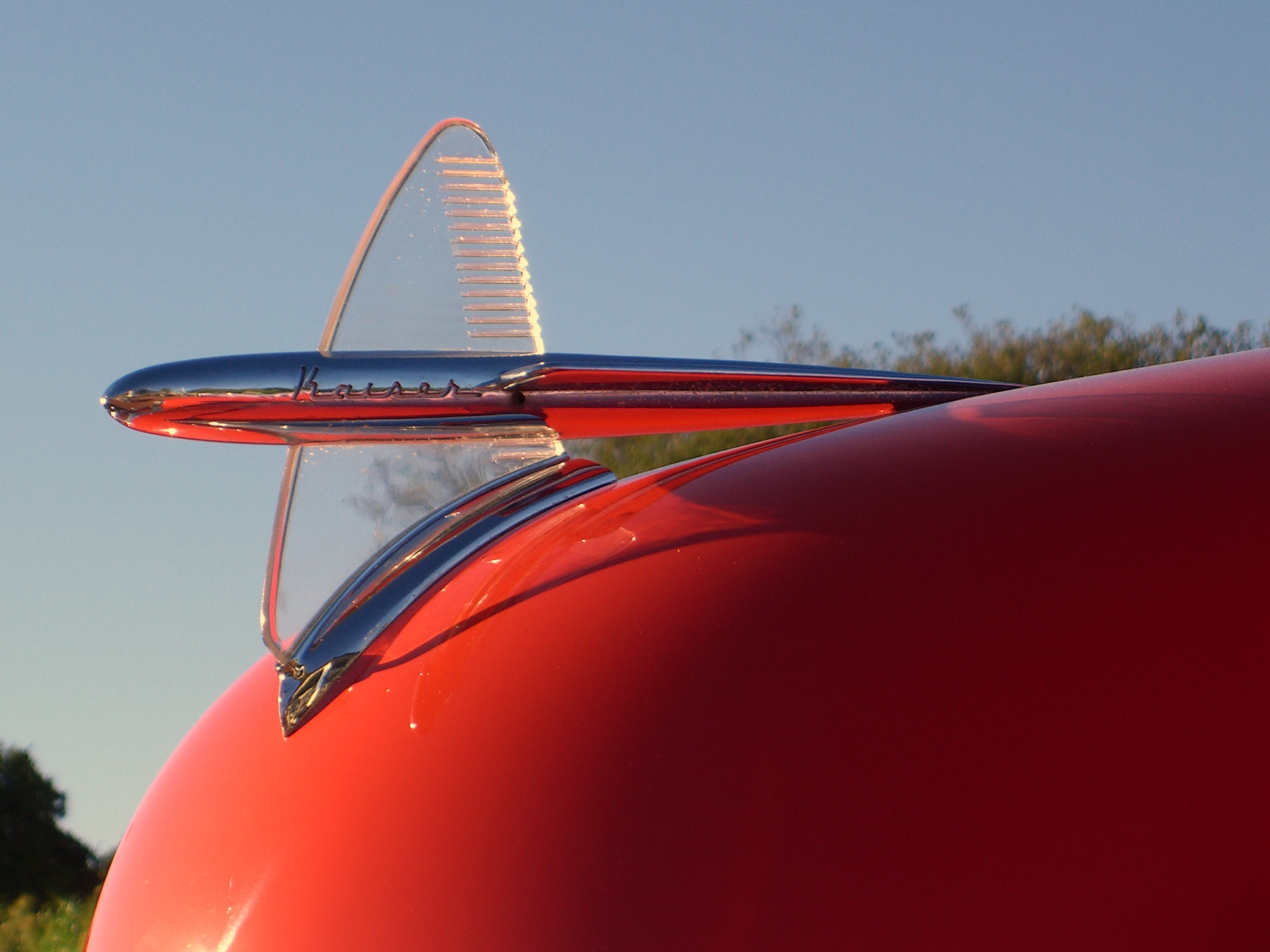
Kaiser Virginian (1949)
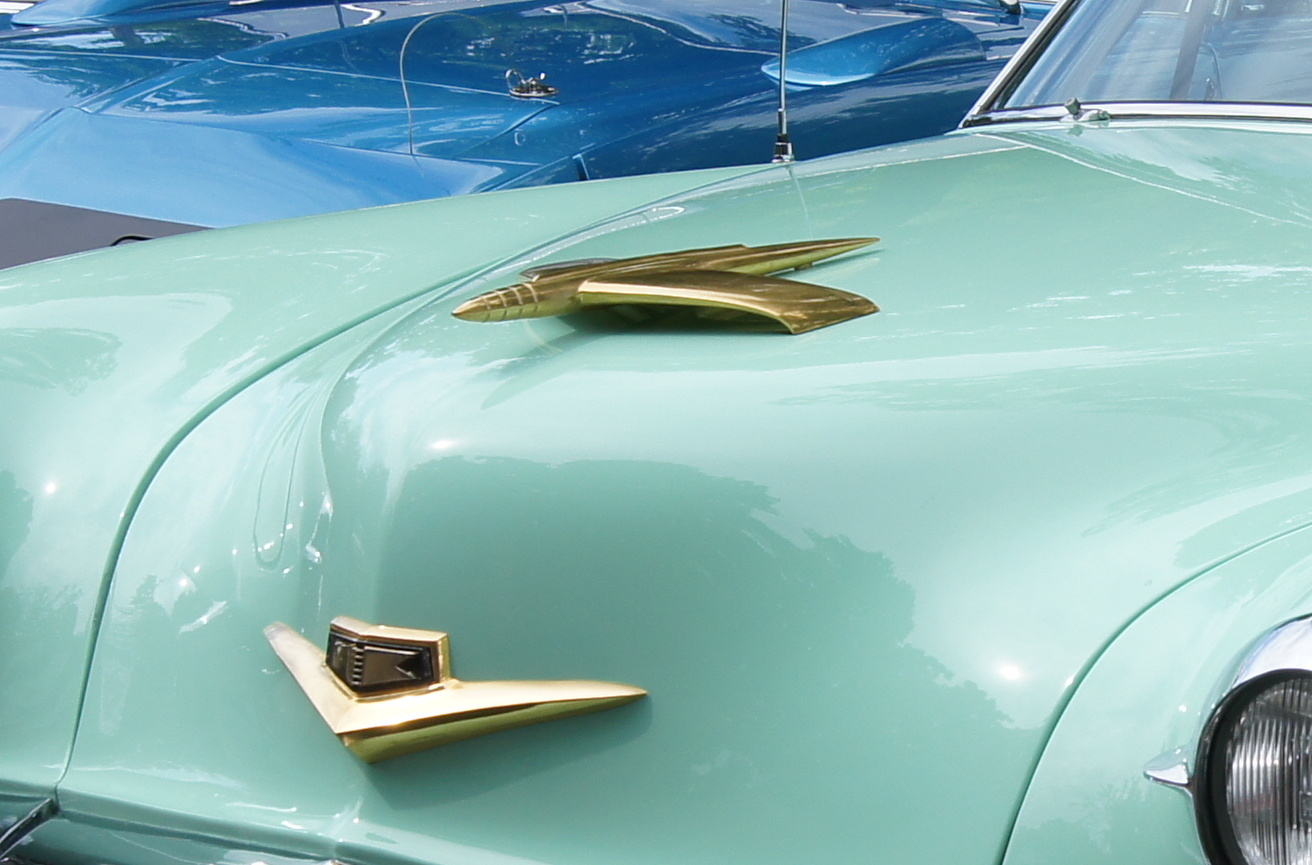
Kaiser Dragon (1953)
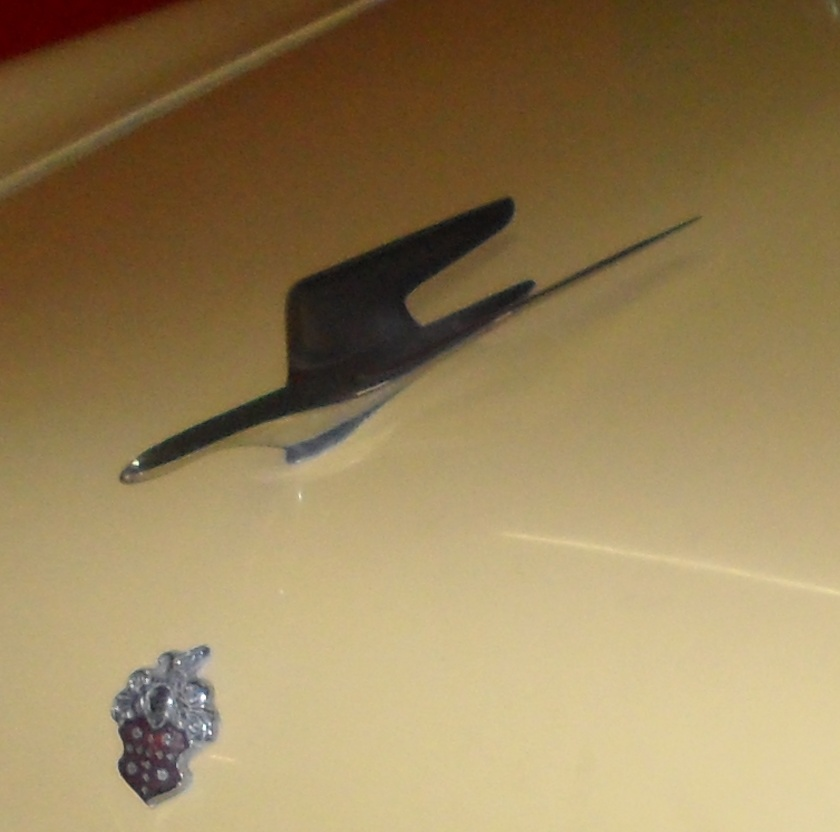
Packard Kormoran, Senior-Modelle (1956)
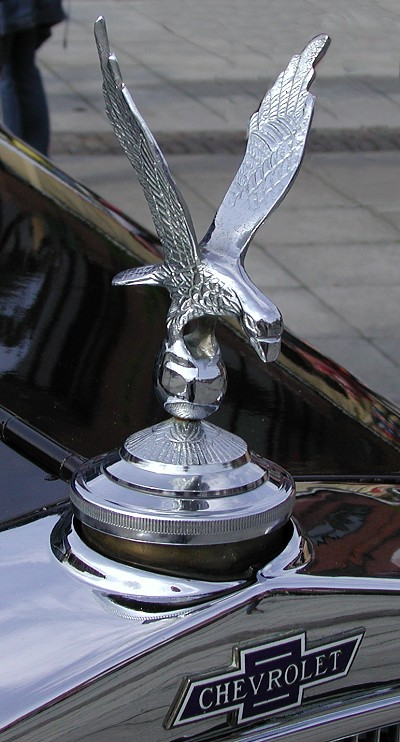
Chevrolet-„Eagle“
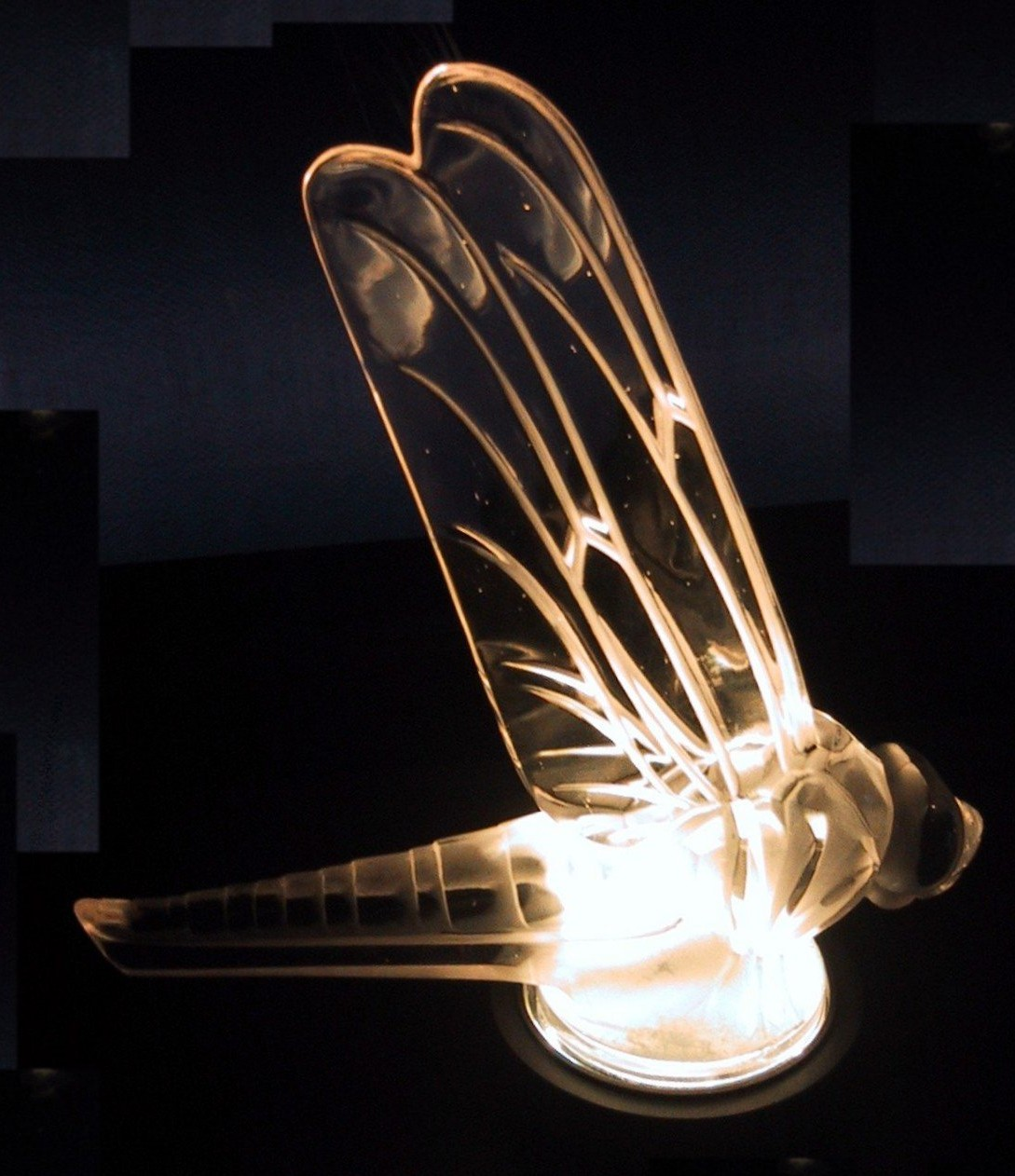
Beleuchtete Automobil-Kühlerfigur von René Lalique
Wikinger Kühlerfigur eines Rover P4 100 (1960er-Jahre)
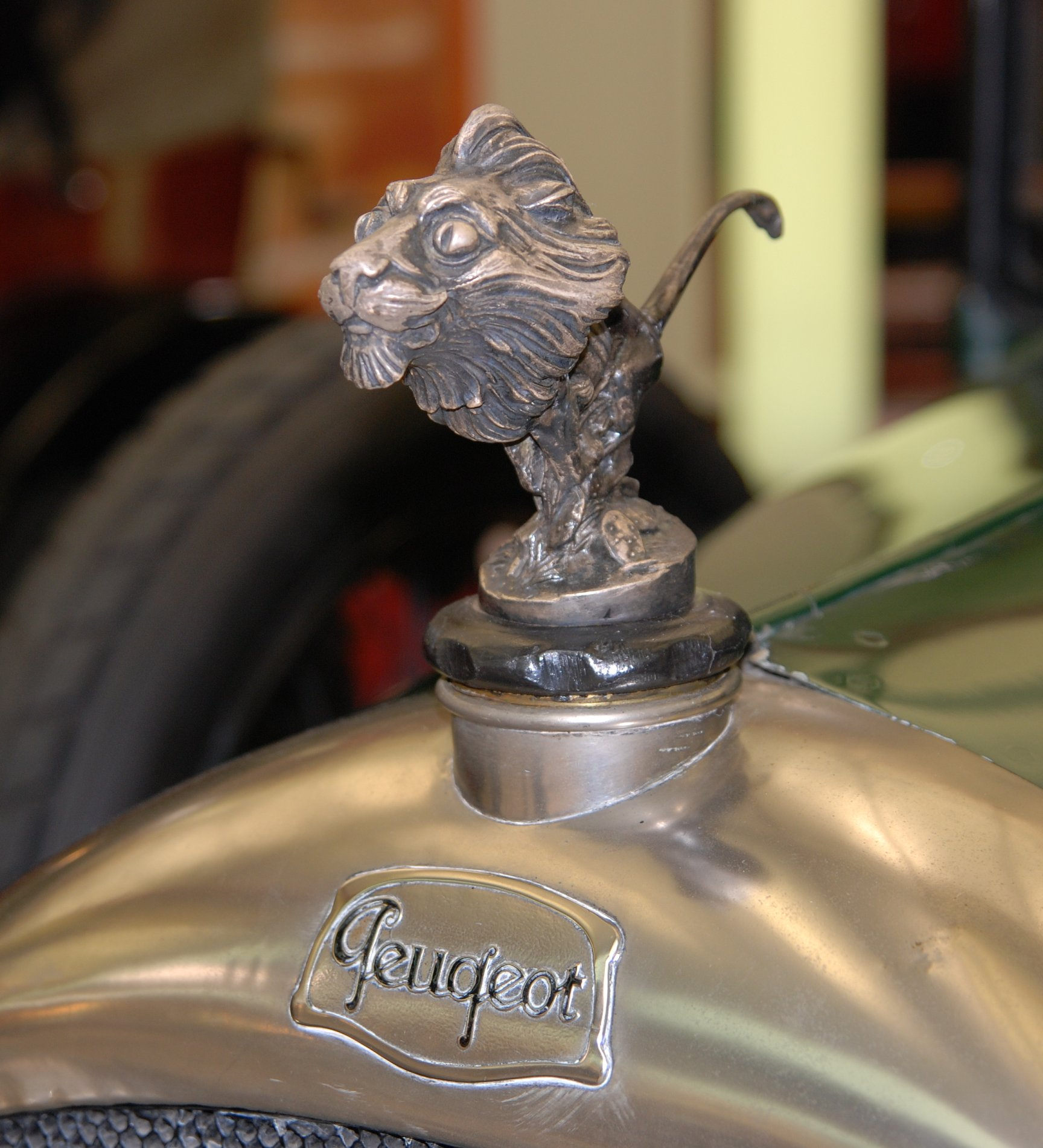
Peugeot Löwe Kühlerfigur
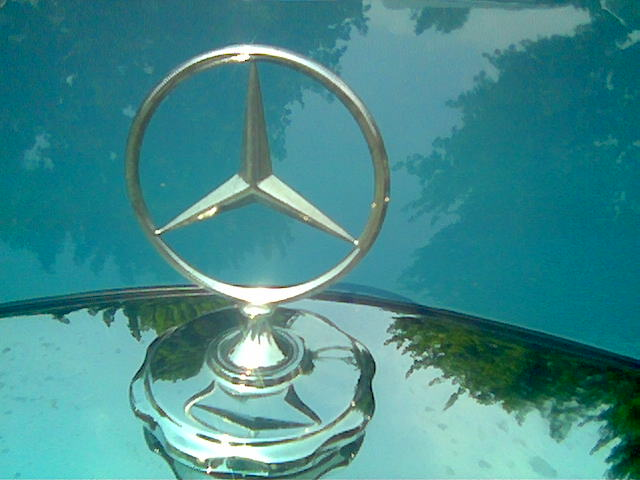
Mercedes-Stern mit angedeutetem Kühlerverschluss
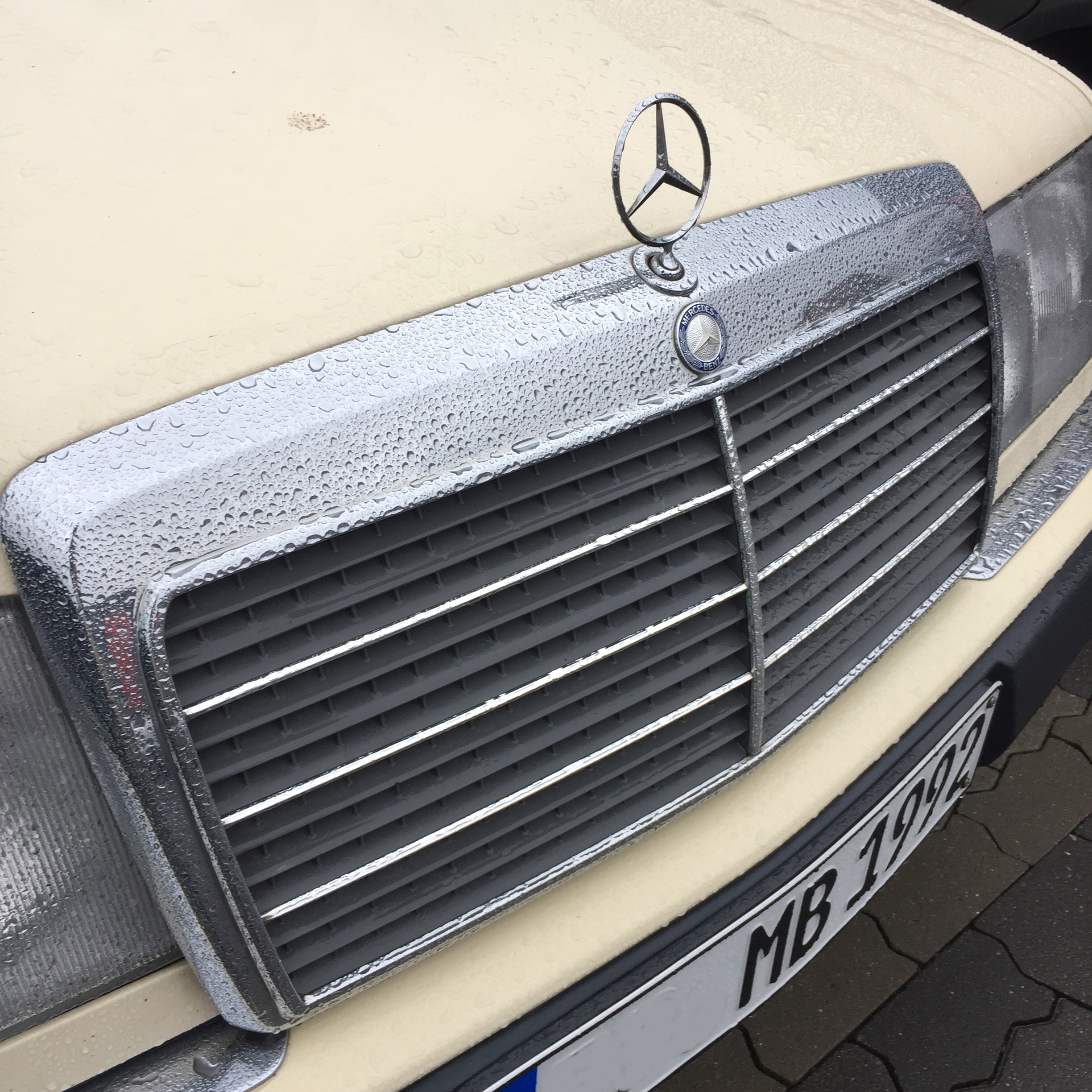
Mercedes-Stern (1992)
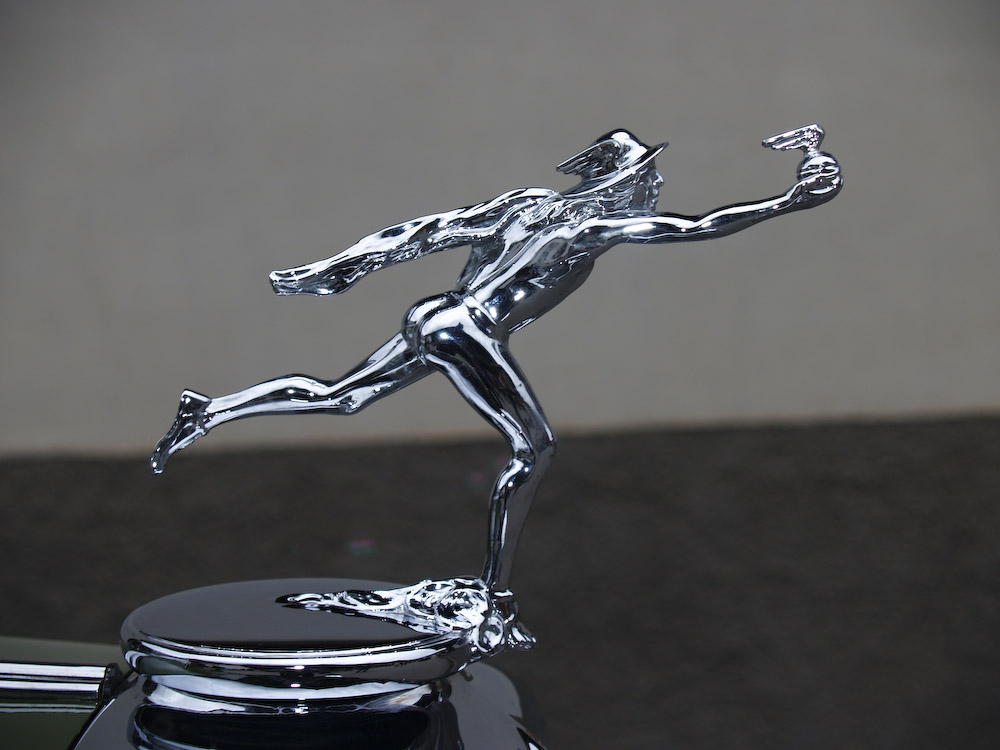
Opulente Kühlerfigur von Buick (1930er-Jahre)
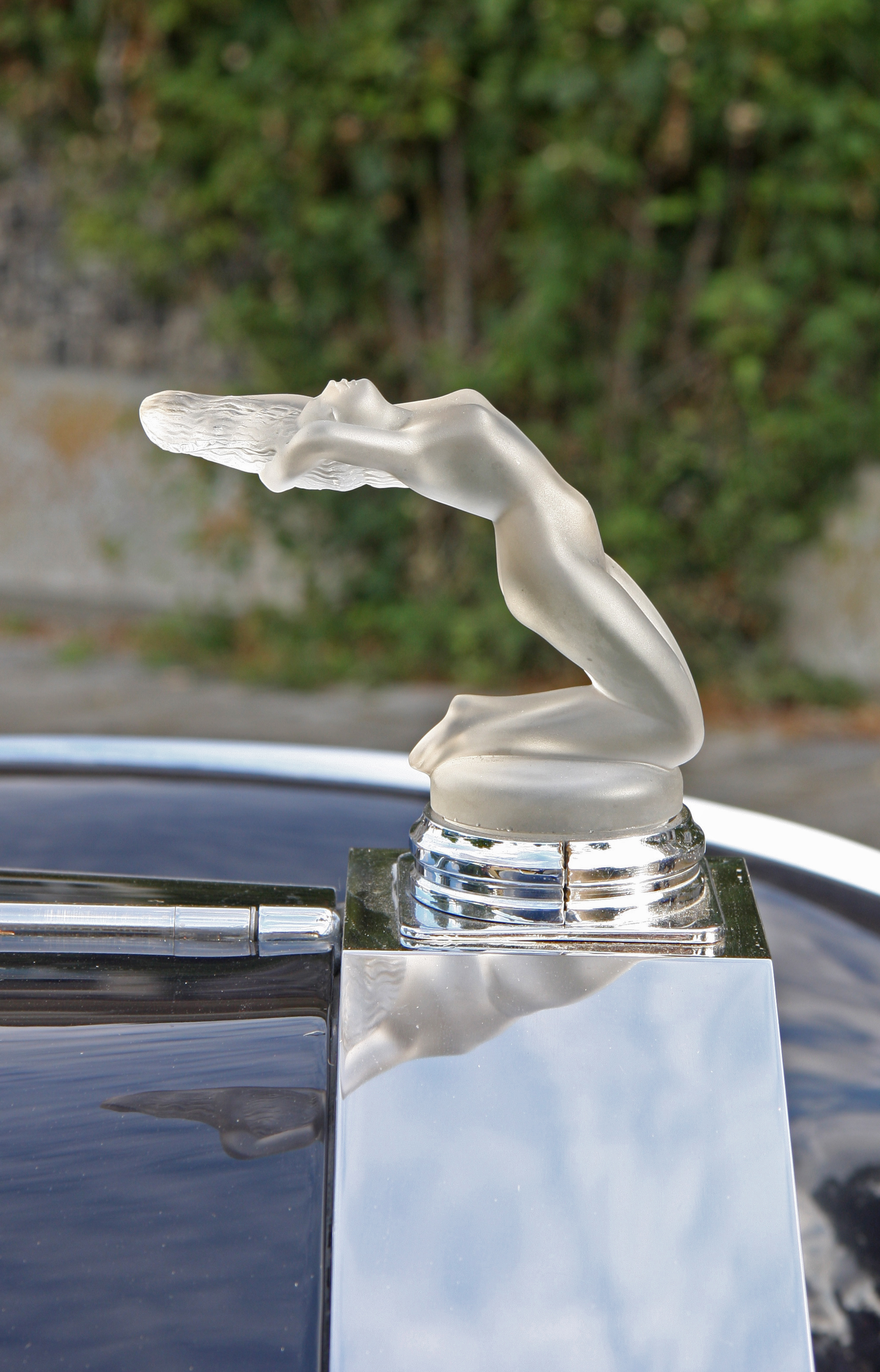
Opalglasfigur des Künstlers René Lalique auf einem Rolls-Royce Silver Wraith (1956)
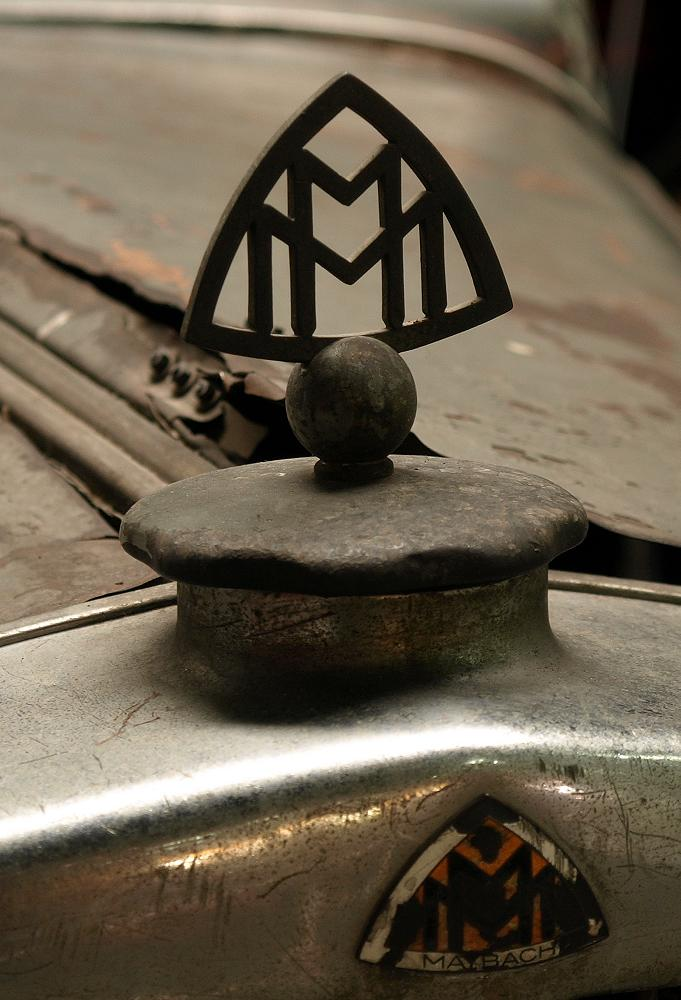
Alter Maybach
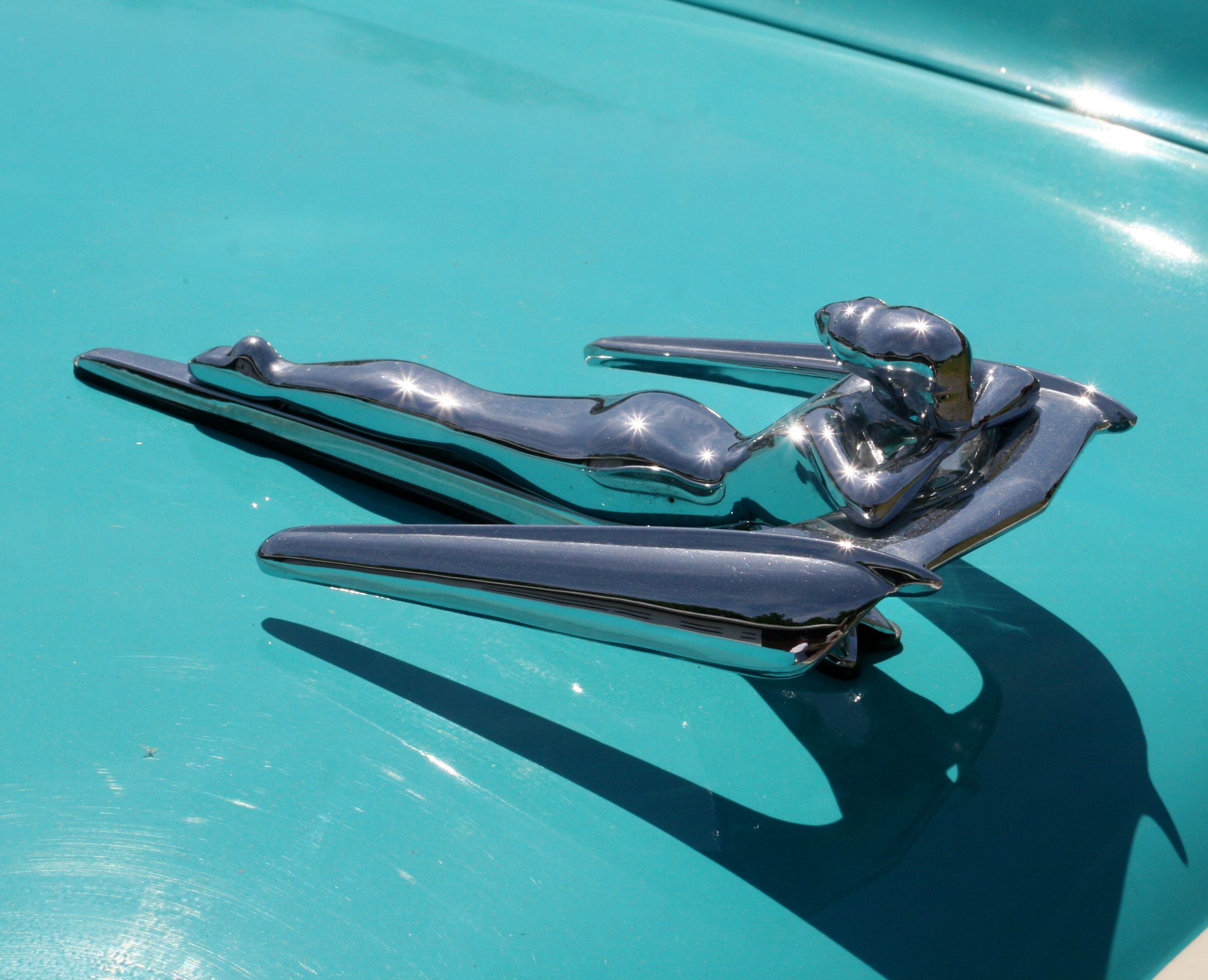
Nash Metropolitan
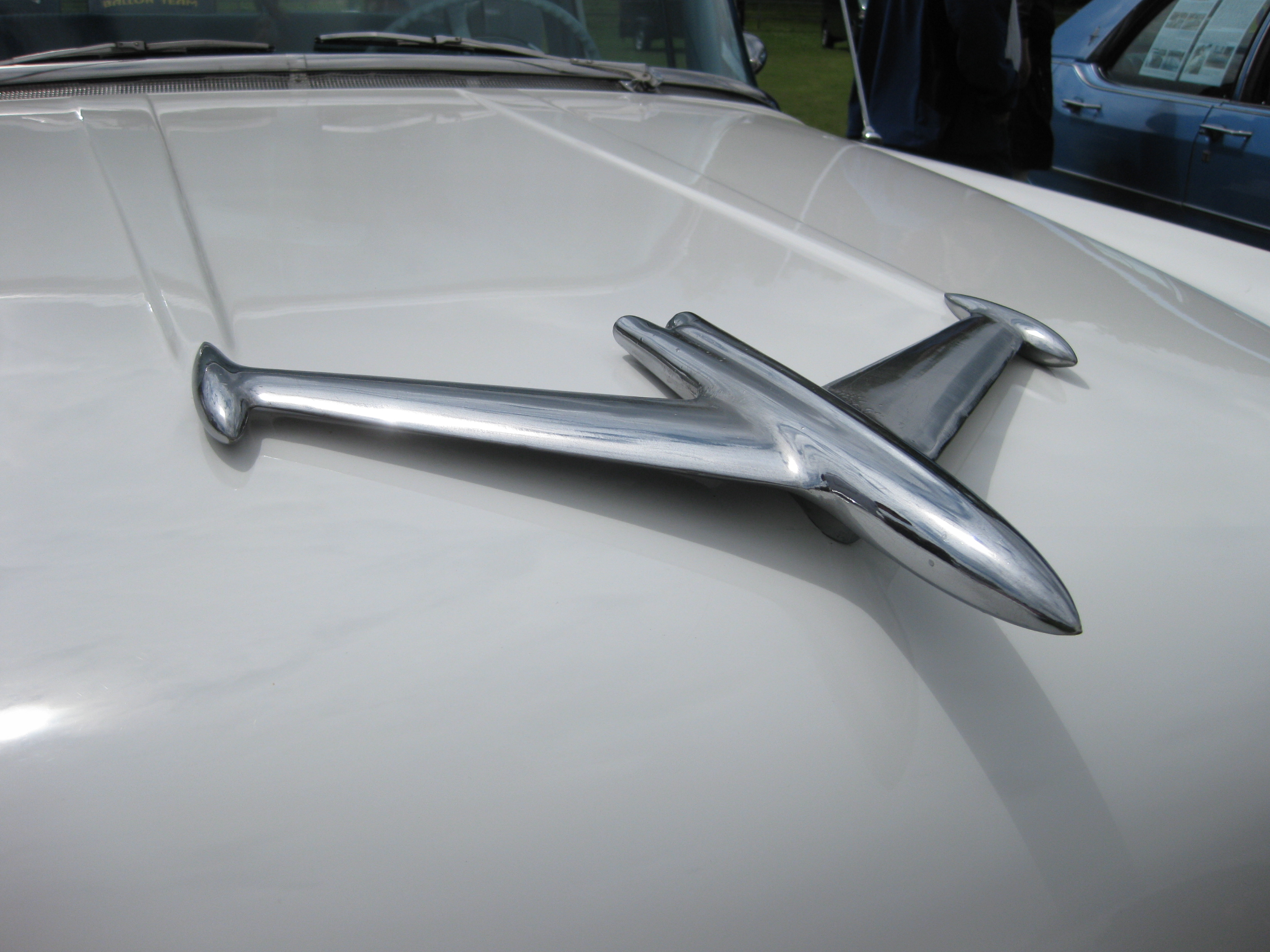
Oldsmobile
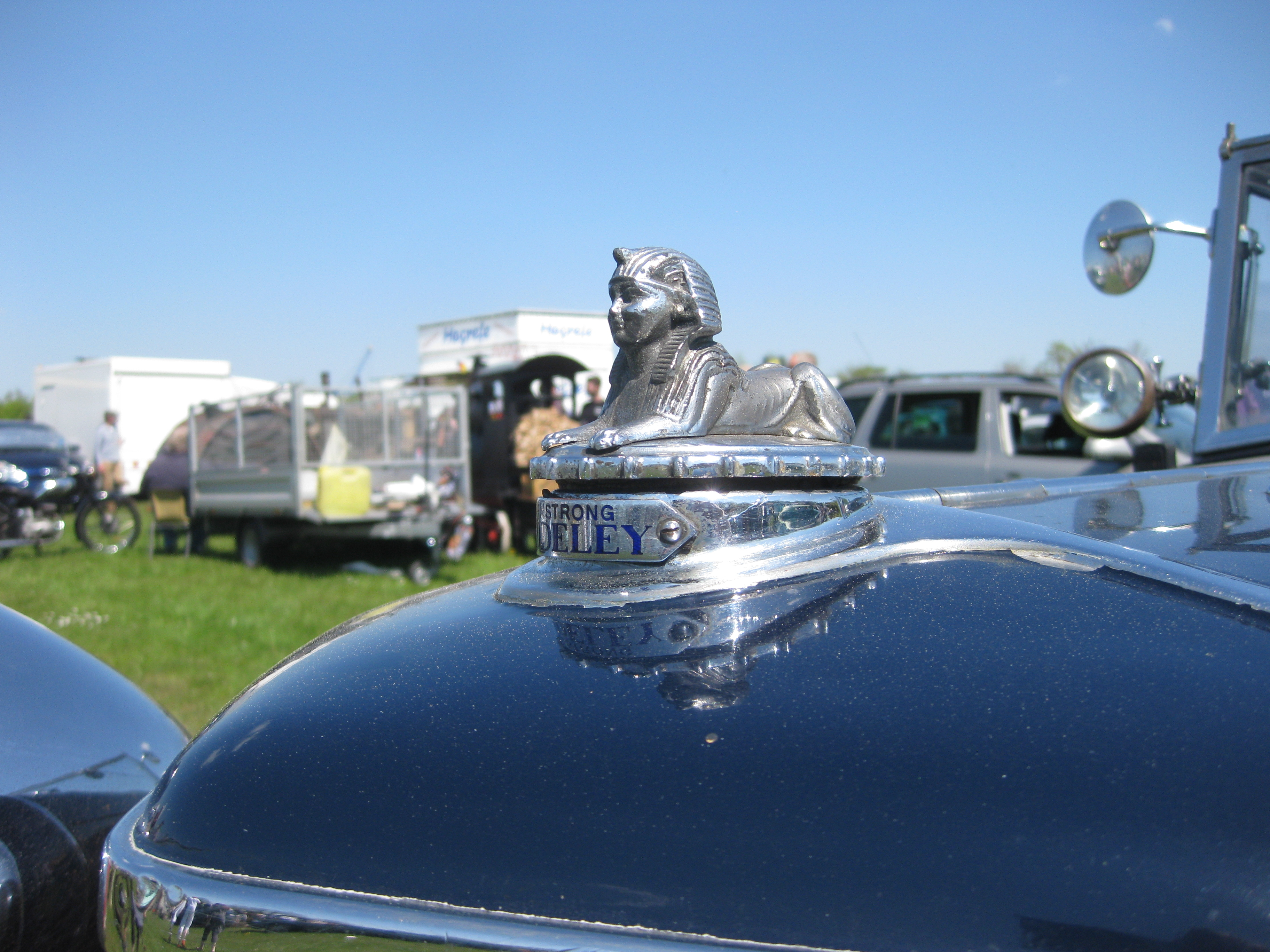
Armstrong Siddeley Sphinx
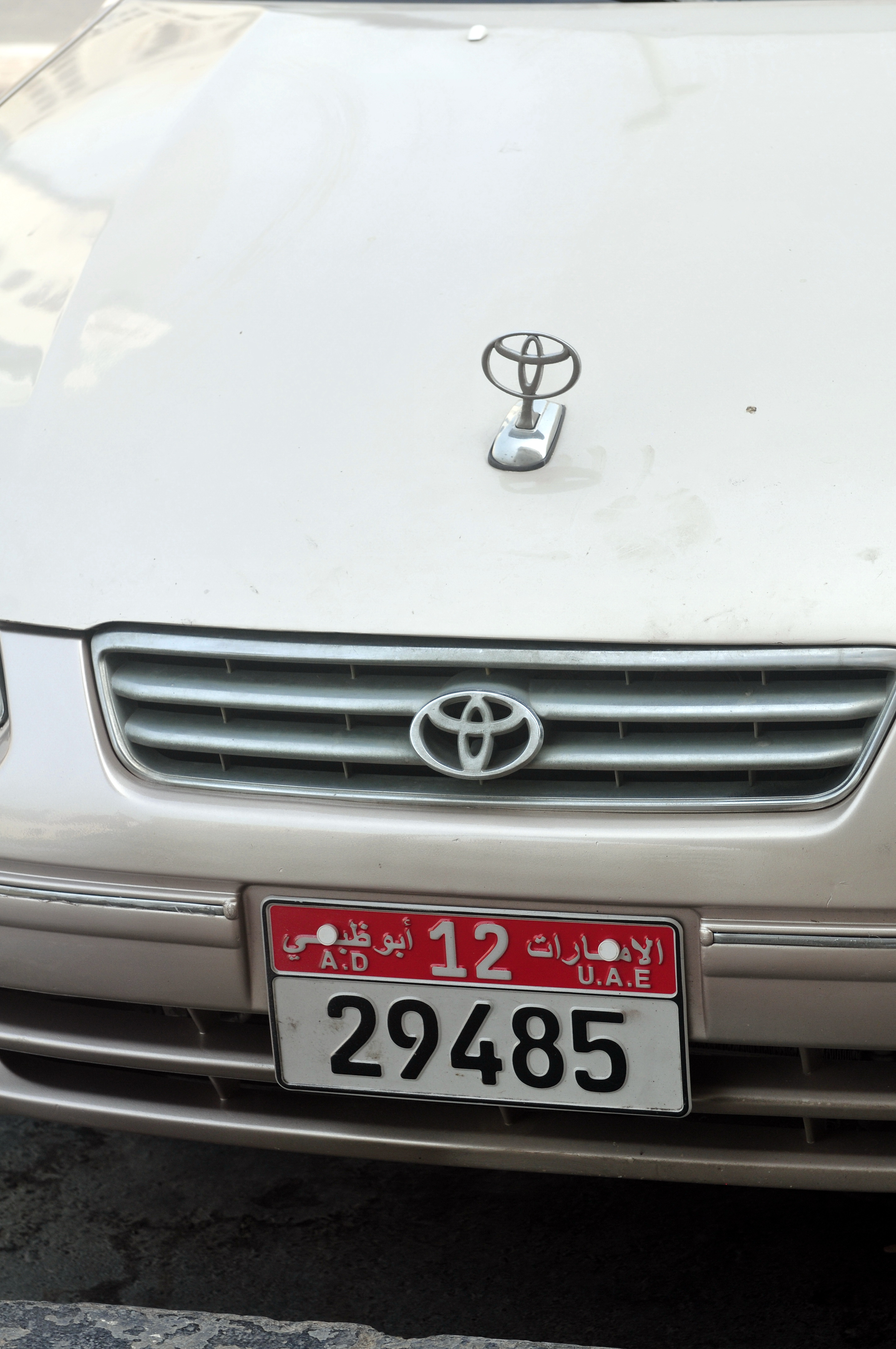
Toyota
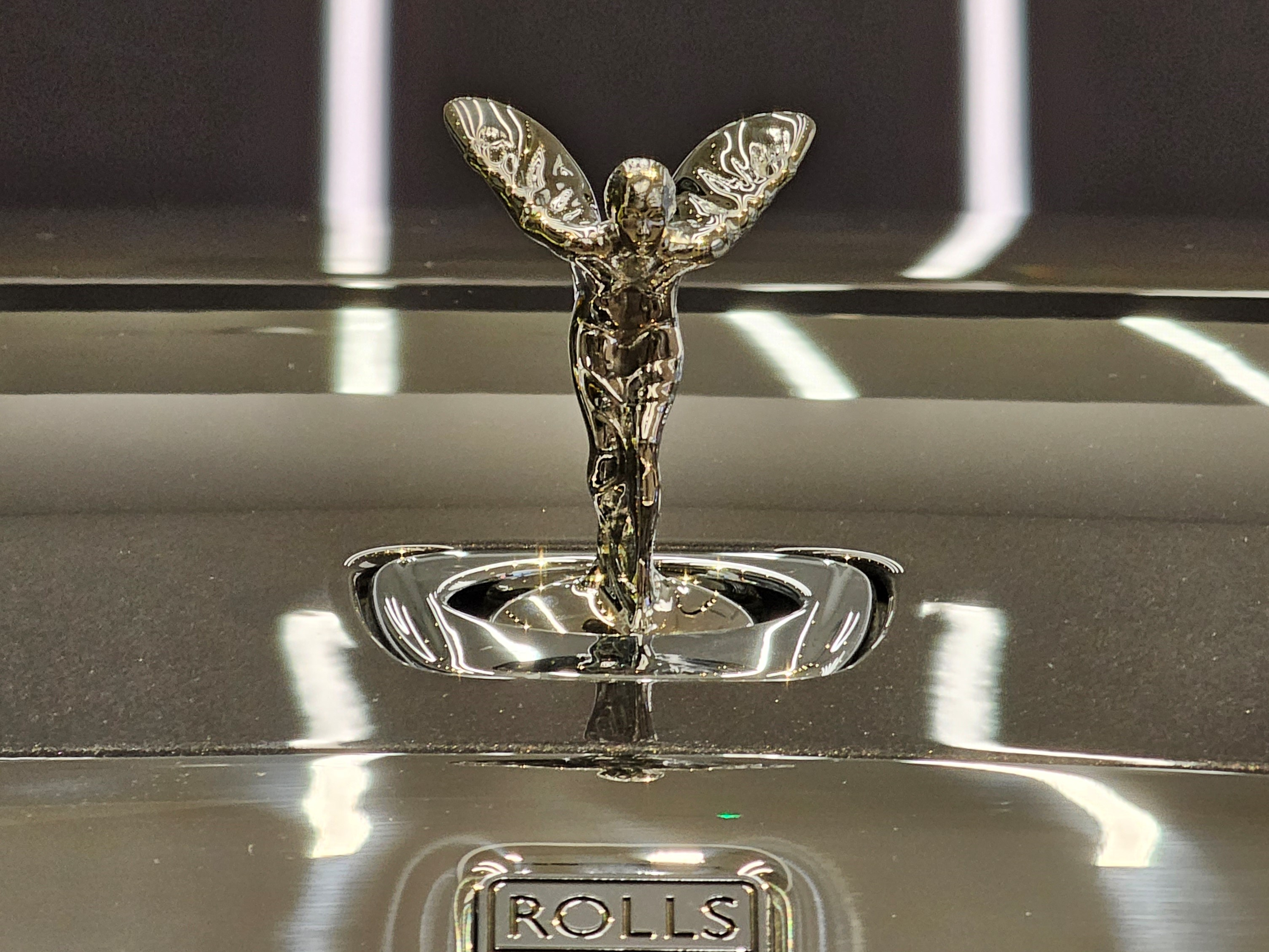
Spirit of Ecstasy des Rolls-Royce Spectre, aerodynamisch überarbeitet,[2] 2023